# Cneo Julio Agrícola
Cneo o Gneo Julio Agrícola  (Forum Julii, actual Fréjus, Galia Narbonense, 13 de junio de 40 - Roma, 23 de agosto de 93) fue un general y político romano. Cónsul sufecto en el año 77 y gobernador de Britania entre los años 78 y 84, culminó la conquista de la isla e inició su romanización. Fue suegro del historiador Tácito, el cual escribió su biografía.

## Biografía

### Nacimiento
Agrícola nació en Forum Julii, en la Galia Narbonense, en lo que hoy es el sur de Francia. Era hijo de Julio Grecino, de rango senatorial, y de su esposa Julia Procila, que parece que en todo momento vigiló con gran atención su educación y ejerció gran influencia sobre él.

### Formación y matrimonio
Estudió filosofía, como era habitual en la educación de un romano del orden senatorial, desde su primera juventud en Massilia. Hizo sus primeras armas en Britania, como tribuno militar entre 58 y 62, formando parte del estado mayor del gobernador Cayo Suetonio Paulino con el cual participó en la Batalla de Watling Street que acabaría con la rebelión de la reina Boudica. Retornó a Roma, donde se casó con Domicia Decidiana, con quien tuvo una hija, la cual se casó con el historiador Tácito. Este describió  su carrera militar y política en un libro titulado De vita et moribus Iulii Agricolae (Vida y costumbres de Julio Agrícola). En esta obra, Tácito muestra a Julio Agrícola como un romano tradicional enfrentado a un mundo decadente.

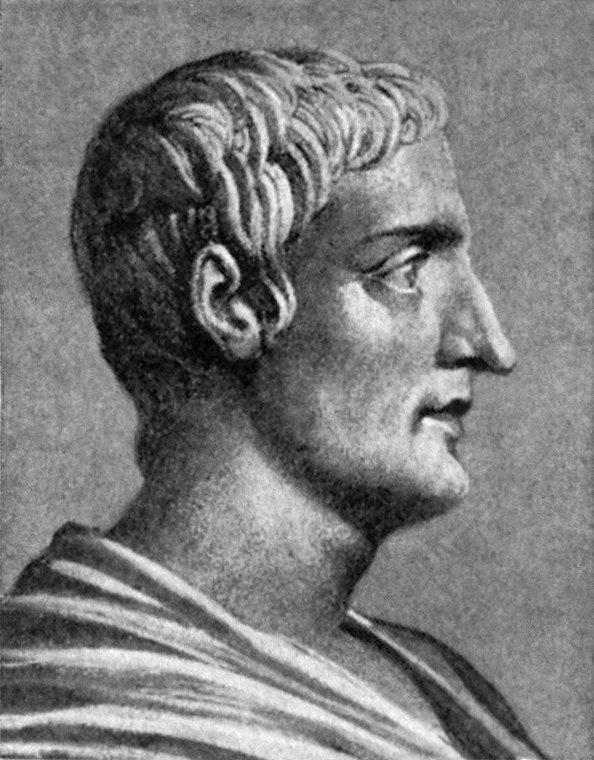
El historiador Publio Cornelio Tácito, biógrafo y yerno de Agrícola.

### Elcursus honorum
Tras completar su formación y casarse, Agrícola inició la carrera de las magistraturas (cursus honorum):
- La cuestura en Asia en 64, a las órdenes del procónsul Salvio Ticiano. Allí demostró su integridad cuando rehusó asociarse con el procónsul en el sistema de extorsión habitual en las provincias romanas.
- El tribunado de la plebe en 66 y la pretura en 68, que en tiempos de Nerón eran cargos puramente nominales, cuyo ejercicio comportaba riesgos para quien los ocupaba. Por ello, el único camino seguro era aplicar una prudente inactividad.
- En 68 fue nombrado por Galba para que investigara las propiedades sagradas de los templos de forma que se pudiera atajar ese tipo de robo practicado por Nerón.[1] Ese mismo año perdió a su madre y al volver de su funeral, que había tenido lugar en Liguria, se enteró de la subida al poder de Vespasiano e inmediatamente se unió a sus partidarios.
- Bajo Vespasiano su primer servicio fue el de legado del gobernador de Britania Quinto Petilio Cerial, y comandante de la vigésima legión (Valeria Victrix) en 71-73.
- De vuelta a Roma, fue elevado por el emperador al rango de patricio y se le asignó el gobierno de la provincia de Galia Aquitania, que desempeñó durante tres años, entre 74 y 77.
- Fue llamado a Roma para ser nombrado cónsul en 77. Se le asignó con acuerdo general la provincia de Britania.

### Agrícola en Britania

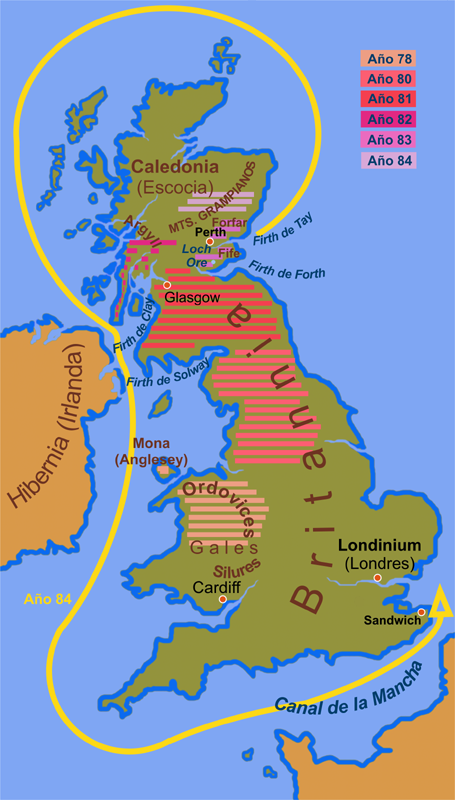
Mapa de las campañas de Agrícola en Britania
en los años 78-84..

Agrícola fue el duodécimo general romano que estuvo en Britania. Fue el único que completó la tarea de someterla a los romanos, no tanto por su consumada pericia militar como por su hábil política a la hora de hacer que los britanos aceptaran la soberanía romana. Fomentó la fundación de ciudades y la construcción de viviendas y templos. Estableció un sistema educativo para los hijos de los caudillos britanos: entre los cuales se hablaba latín y se llevaba la toga como prenda de moda.
Como gobernador, Cneo Julio estuvo siete años completos en Britania, entre 78 y 84, subyugó Gales y el norte de Inglaterra antes de invadir Escocia, conocida como Caledonia en tiempos de los romanos. La última conquista de su predecesor, Sexto Julio Frontino, había sido la de los siluros, al sur de Gales. La última acción del periodo de mando de Agrícola fue la que tuvo lugar al pie de los montes Grampianos, que le dio la posesión de toda Britania hasta un punto tan septentrional como el límite norte de Perth y Argyll.
- Primera y segunda campañas. Su primera campaña en 78 se empleó en la reconquista de la isla de Mona (Anglesey) y el territorio de los ordovicos (norte de Gales), reductos de los druidas. El resto de este año y el siguiente se dedicaron a tomar las disposiciones necesarias para la seguridad del dominio romano en las zonas de Britania conquistadas con anterioridad.
- Tercera campaña. La tercera campaña en 80 lo llevó hacia el norte hasta el Tánao, probablemente al fiordo de Solway.
- Cuarta campaña. La cuarta de 81 tuvo por objeto fortificar y ocupar este territorio y avanzar hacia el norte hasta los Firths de Clyde y Forth.
- Quinta campaña. En la quinta campaña en 82 emprendió la tarea de someter a las tribus que habitaban la costa situada frente a Irlanda.
- Sexta campaña. En la sexta en 83 exploró con su flota y tropas terrestres las costas de Fife y Forfar hasta entrar en contacto con los caledonios (nombre que los romanos aplicaban a los pictos). Estos atacaron de noche su campamento, que se cree que estaba en el lago Ore, donde todavía se pueden ver zanjas y otras trazas de una construcción de este tipo. La acción estuvo a punto de desembocar en la destrucción de la IX legión, pero los britanos fueron rechazados en la batalla general que siguió.

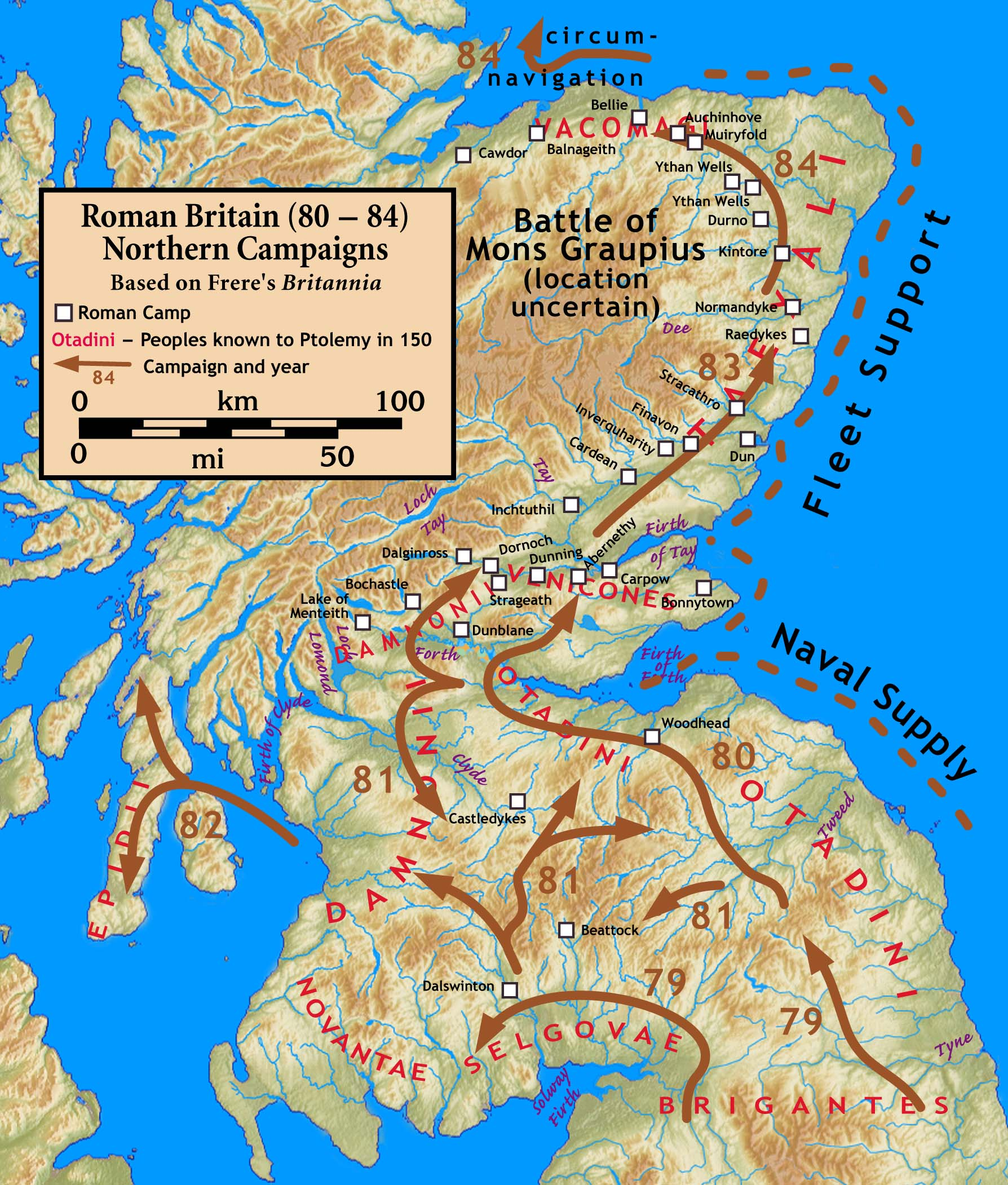
Última Campaña de Agrícola en el norte de Caledonia.

- Séptima campaña. La séptima y última campaña, del año 84, permitió a Agrícola la total posesión del país hasta el punto más septentrional que había alcanzado gracias a una victoria muy decisiva sobre los caledonios reunidos bajo las órdenes del general Cálgaco. Se cree que la batalla tuvo lugar en el páramo de Murdoch al pie de los montes Grampianos (batalla del monte Graupius), a juzgar por los restos romanos y britanos encontrados allí y por dos túmulos funerarios. Satisfecho por su victoria, mandó a sus tropas marchar hacia la costa norte,[3] como evidencia el hallazgo de fuertes romanos como el de Cawdor (cerca de Inverness).[4] En esta campaña la flota navegó hacia el norte y realizó la primera circunnavegación conocida de la Britania hasta el puerto Trucculense (se supone que corresponde a Sandwich), con lo que se descubrió definitivamente que era una isla. Retiró sus tropas a los campamentos de invierno.

Poco después, en la primavera del año 85 sería reclamado en Roma, supuestamente por los costes de su campaña, aunque más probablemente porque sus éxitos preocupaban al emperador Domiciano. A pesar de haber sido galardonado con un triunfo, Agrícola perdió el favor imperial debido a su éxito y su popularidad.

### Los últimos años en Roma
A su vuelta a Roma vivió retirado de la vida pública y cuando se dio la ocasión de que le pudiese corresponder el gobierno de Asia o África consideró más prudente rehusar el cargo. Murió en el año 93 durante un exilio encubierto fuera de Roma. Su muerte, como su biógrafo Tácito insinúa claramente, fue provocada directamente o al menos precipitada por emisarios del emperador, que no podía sufrir la presencia de un hombre señalado universalmente como el único capaz de afrontar la difícil situación creada por las ocasiones en que los ejércitos romanos habían sufrido repetidos contratiempos en Germania y en los territorios al norte del Danubio. Dión Casio dice explícitamente que lo asesinó Domiciano.